# Alexandre Grigorievitch Stroganov (1698-1754)
Pour l’article homonyme, voir Alexandre Grigorievitch Stroganov.
Baron Alexandre Grigorievitch Stroganov, (en alphabet cyrillique : барон Александр Григорьевич Строганов), né le 2 octobre 1698 à Gordievka (district de Nijni Novgorod), décédé le 17 novembre 1754 à  Kouzminki. Chambellan, conseiller privé (1730), lieutenant-général, grand propriétaire terrien et philanthrope.

## Famille
Fils de Grigori Dmitrievitch Stroganov et de Maria Iakovlevna Novosiltseva.
En 1726, il épousa la princesse Tatiana Vasilievna Cheremetieva (1706-1728).
Deux enfants naquirent de cette union :
- Mikhaïl Alexandrovitch Stroganov (1720-1726)
- Maria Alexandrovna Stroganova (1720-1726)[1]

Veuf, en 1734, Alexandre Grigorievitch Stroganov épousa Ielena Vladimirovna Dmitrievna-Marmonova (1716-1744), fille du kontr-admiral Vassili Afanasievitch Dmitriev-Mamonov (?-1739).
De cette union naquit deux enfants :
- Samouil Alexandrovitch Stroganov (1735-1738)
- Anna Alexandrovna Stroganova (1739-1816), elle épousa le prince Mikhaïl Mikhaïlovitch Golitsyn (1731-1807)[3].

Veuf, en 1746, il épousa Maria Artamonovvna Zagriajskaïa, veuve d'Alexandre Vasilievitch Isleniev.
De cette union naquit une fille :
- Varvara Alexandrovna Stroganova : (1748-1823), elle épousa le prince Boris Grigorievitch Chakhovski[4].

## Biographie
Fils aîné de Grigori Dmitrievitch Stroganov, il était âgé de dix-sept ans lorsque son père décéda, il hérita des biens paternels.

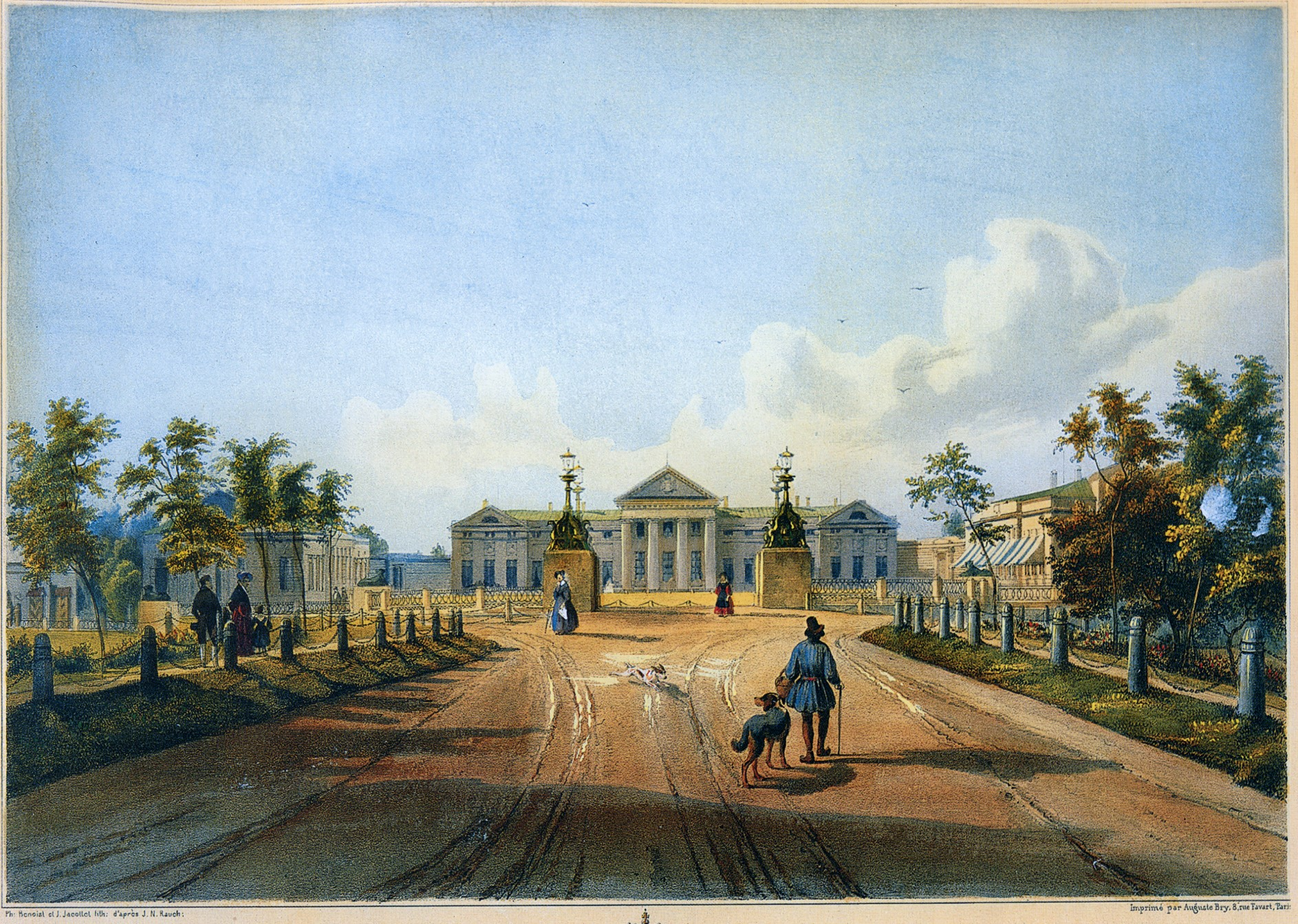
Le manoir Kouzminky et l'allée des Tilleuls en 1820, cette propriété fut acquise par Aleksandr Grigorievitch Stroganov

En 1722, conjointement avec ses frères Nikolaï Grigorievitch et Sergueï Stroganov, Pierre Ier de Russie l'éleva à la dignité de baron en récompense des services rendus par leurs ancêtres à la Russie. La même année lors du départ de l'empereur pour la Campagne de Perse de (1722-1723), Alexandre Grigorievitch Stroganov accompagna Pierre Ier de Russie à Simbirsk, le baron reçut l'empereur dans sa maison de Nijni-Novgorod. En ce lieu, le monarque célébra sa fête, par ce geste, il démontra sa sympathie envers Alexandre Grigorievitch.
En 1723, Alexandre Grigorievitch Stroganov épousa la princesse Tatiana Vasilievna Cheremetieva, fille du prince Vassili Petrovitch Cheremetiev, le jour du mariage, Pierre Ier de Russie était absent, mais les mariés furent entourés d'invités prestigieux, l'impératrice Iekaterina, les grandes-duchesses, des personnalités de la noblesse russe et surtout du duc Frédéric de Holtstein. La baronne Tatiana Vasilievna Stroganova décéda en 1726, Le 25 février 1729, le baron fut décoré de l'Ordre de Saint-Alexandre Nevski.
Alexandre Grigorievitch Stroganov fut le premier de la famille à servir dans l'armée. En 1725, il fut nommé chambellan, mais ce titre ne fut que nominal, il ne prit aucune part aux cérémonies de la cour et ne perçut aucun salaire. Quelques années plus tard, il fut promu lieutenant-général et conseiller privé (1730).
Le baron fut pour certains un grand philanthrope, un homme bon et un grand amateur d'art, pour d'autres, il fut un homme avare et impitoyable. Homme instruit, il parlait plusieurs langues, grand lecteur, il traduisit plusieurs livres, y compris en français. Les portraits du baron conservés dans les caves du Musée historique d'État sont un témoignage sur la passion du baron pour la musique. Sur l'un des tableaux datant du XVIIIe siècle, le portraitiste allemand Johann Balthazar Frankart (1711 ou 1742-1743) peignit un tableau représentant Alexandre Grigorievitch Stroganov tenant un violoncelle. Un autre portrait, signé du même auteur, représente le baron tenant une boussole. Ce dernier portrait est un témoigne sur l'appartenance du baron Stroganov à la franc-maçonnerie.

### Le manoir Kouzminky
En 1702, Pierre Ier de Russie accorda la succession de Kiminsky à Grigori Dmitrievitch Stroganov. Après 1714, après le décès de son père, Alexandre Grigorievitch Stroganov fit construire des bâtiments sur le domaine. Lors de son décès en 1754, sa veuve, Maria Artamonovna Zagriajskaïa hérita de cette propriété. Après le mariage de sa fille, Anna Alexandrovna Stroganova avec le prince Mikhaïl Mikhaïlovitch Golitsyn, le domaine devint la propriété de la famille princière Golytsin.

## Décès et inhumation d'Alexandre Grigorievitch Stroganov
Le baron décéda le 17 novembre 1754 à Kouzminky, il fut inhumé en l'église Saint-Nicolas de Kotelniki à Moscou.

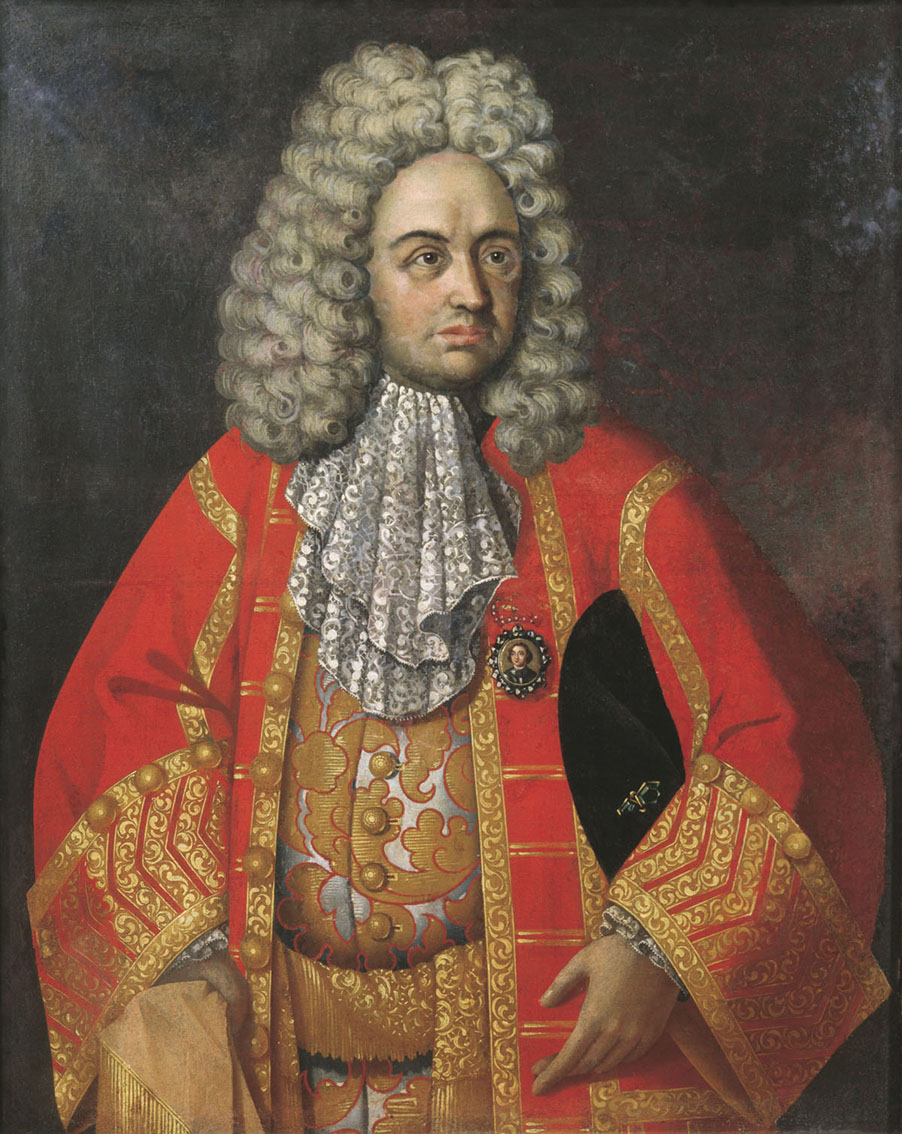
Grigori Dmitrievitch Stroganov, le père du baron Aleksandr Grigorievitch
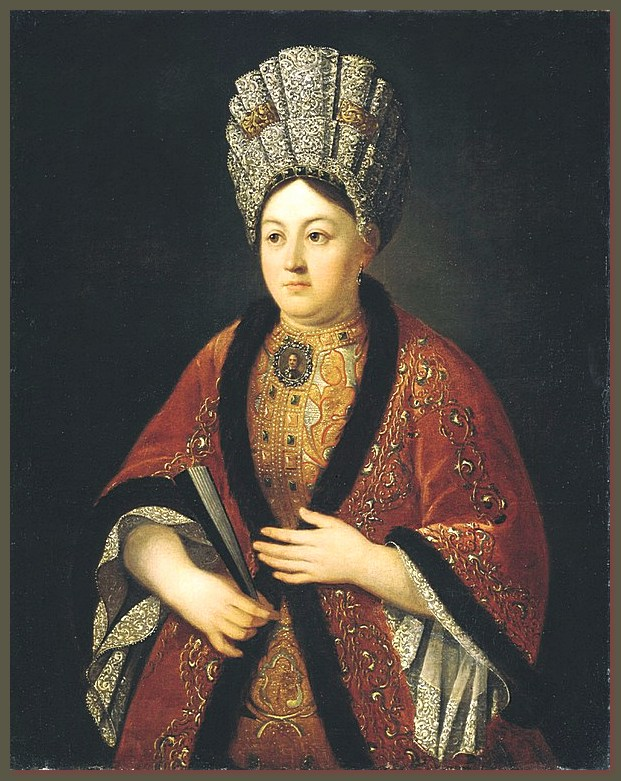
Maria Iakovlevna Novosiltseva, mère du baron Aleksandr Grigorievitch Stroganov, une œuvre du peintre russe Roman Nikitin
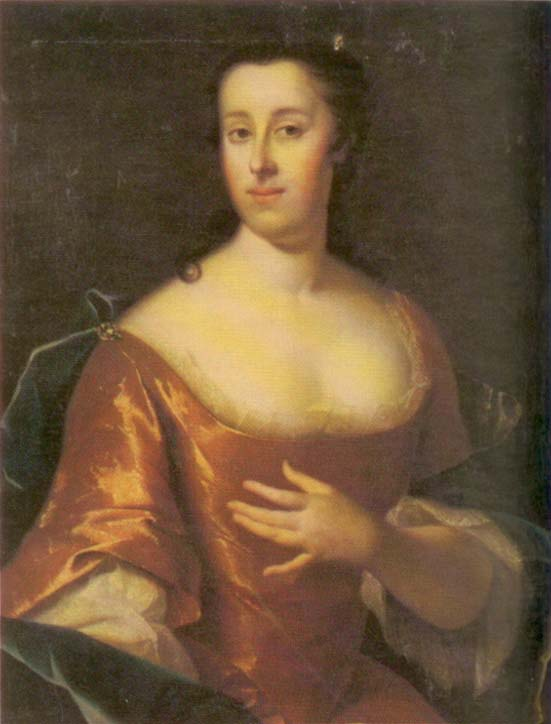
Ielena Vladimirovna Dmitrievna-Marmonova (1716-1744), seconde épouse du baron Aleksandr Grigorievitch Stroganov, portrait de Johann-Balthazar Frankart
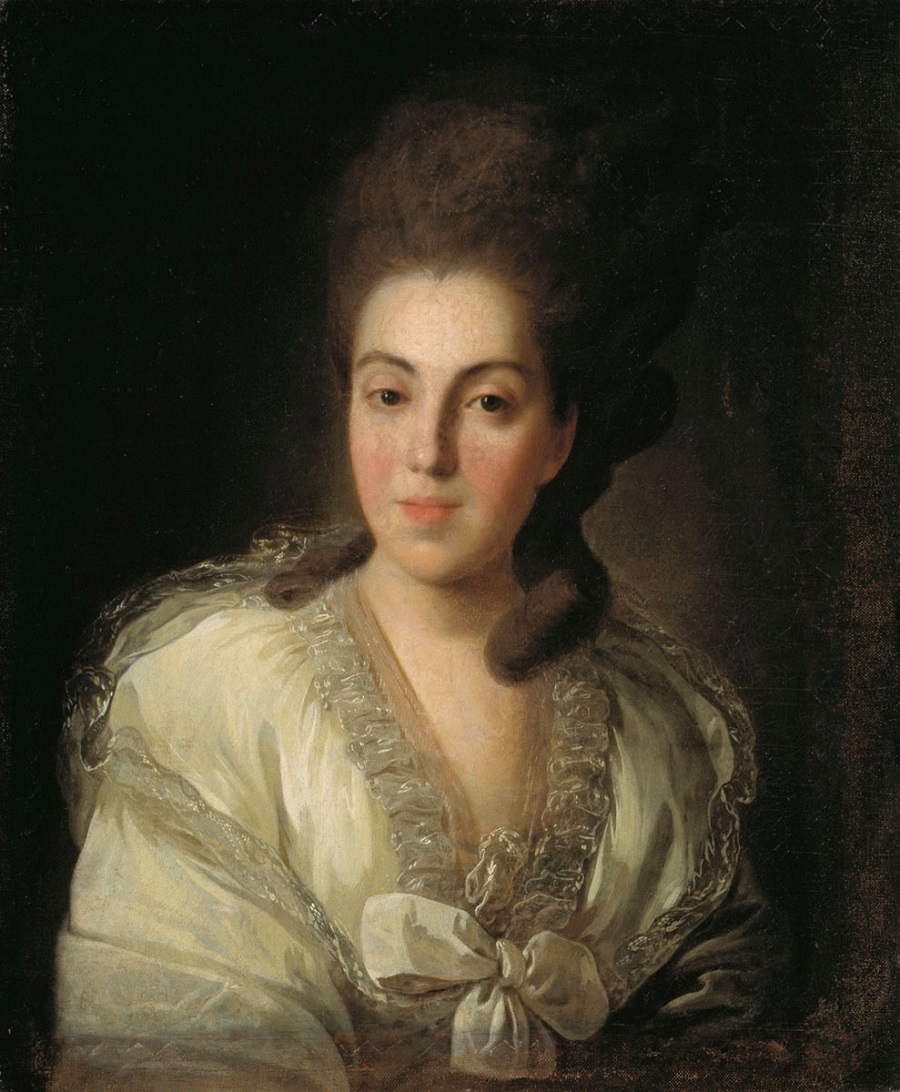
Anna Alexaksandrovna Stroganova, récipiendaire de l'ordre de Sainte-Catherine, épouse du prince Mikhaïl Mikhaïlovitch Golytsin, portrait de Fiodor Stepanovitch Rokotov (1777)
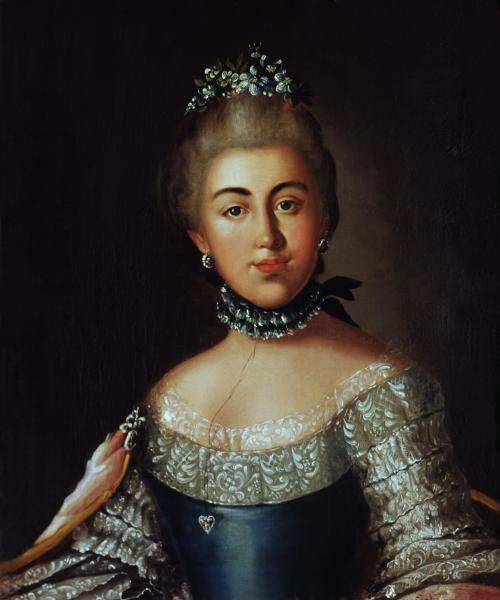
Varvara Aleksandrovna Stroganova, fille cadette de Aleksandr Grigorievitch Stroganov, récipiendaire de l'Ordre de Sainte-Catherine, épouse du prince Boris Grigorievitch Chakhovski

## Sources
- (ru) Cet article est partiellement ou en totalité issu de l’article de Wikipédia en russe intitulé « Строганов, Александр Григорьевич (барон) » (voir la liste des auteurs).